# 나치 독일의 선전
나치 독일의 선전에 관한 내용이다.
1933년부터 1945년까지 아돌프 히틀러의 독일 독재 이전과 그 기간 동안 독일 나치당이 사용한 선전 (사회학)은 권력을 획득하고 유지하며 나치 정책을 시행하는 데 중요한 도구였다.

## 주제
나치 선전은 나치당의 적, 특히 유대인과 공산주의자뿐만 아니라 자본가와 지식인을 악마화함으로써 나치 이데올로기를 장려했다. 이는 영웅적 죽음, 지도자 원칙(Führerprinzip), 민중 공동체(Volksgemeinschaft), 피와 토양(Blut und Boden), 게르만 주인종(Herrenvolk)에 대한 자부심 등 나치가 주장한 가치를 장려했다. 선전은 또한 나치 지도자 아돌프 히틀러 주변의 개인 숭배를 유지하고 우생학 캠페인과 독일어권 지역 합병을 장려하는 데에도 사용되었다. 제2차 세계 대전이 발발한 후, 나치 선전은 독일의 적들, 특히 영국, 소련, 미국을 비방했으며, 1943년에는 국민들에게 총력전을 촉구했다.

## 같이 보기
- 거짓 선동
- 국방군 무오설
- 롬멜 신화